# Glomeroides patei
Glomeroides patei är en mångfotingart som beskrevs av Shear 1982. Glomeroides patei ingår i släktet Glomeroides och familjen klotdubbelfotingar. Inga underarter finns listade i Catalogue of Life.